# Дмитренки (Білоцерківський район)
Дмитре́нки — село в Україні, у Медвинській сільській громаді Білоцерківського району Київської області. До старостинського округу також належать села Гута й Коряківка.

## Загальна інформація
Село Дмитренки розташоване за 80 кілометрів на південь від районного центру — міста Біла Церква. Площа села — 239 га. Станом на 01.01.2012 року в селі мешкав 321 житель, було 246 приватних господарств: 156 господарств постійного населення та 90 господарств сезонного населення. Село газифіковане, є діючий водопровід, яким користуються школа та 27 приватних господарств. У селі був навчально-виховний комплекс: школа — дитячий садок,в якому у 2012 році навчалися 35 дітей.На даний час школа не працює,в її приміщенні розташовується будинок культури.В селі є фельдшерський пункт,бібліотека,поштове відділення,магазин. Працюють дві станції стільникового зв'язку ПрАТ «Київстар» та ПрАТ «МТС Україна». Усі землі для ведення товарного виробництва орендує СТОВ «Щербашенське», контора якого знаходиться в селі Медвині.

## Географія та сільський туризм
Через село Дмитренки протікають річки Реп'яшка та Хоробра, на території села є 4 ставки, навкруги розкинулись поля й ліси, територія села горбиста. Мальовничі краєвиди й затишний відпочинок на лоні природи дали початок розвитку зеленого туризму на селі — садиба «Калиновий кущ» організовує відпочинок для туристів.

## Історія
Відомо, що раніше тут жили скіфи — 3 групи скіфських курганів розташовані в лісі біля села й відомі як «Медвинська Група курганів».
Назва села Дмитренки походить, за переказами, від імені першого поселенця Дмитра. Село засновано в 16 столітті. Через горбисту місцевість і ліси селяни в давні часи були малоземельними й жили дуже бідно.
1727 року в селі було побудовано Свято-Покровську церкву. Священиком тоді був отець Даміан, посвячений у Переяславі. 1741 року в селі було 40 дворів. З 1744 священиком став уніат Матвій Тарасенко. 1748 року дерев'яний храм було повністю перебудовано.
Після скасування Гетьманщини з 1796 року Дмитренки належали Медвинській волості Богуславського, а з 1844 року — Канівського повіту Київської губернії.
До скасування кріпацтва село належало графам Браницьким, на заході села — на Дмитренській Гуті — існував скляний завод. 1859 року в селі мешкали 1294 особи.
З 1847—1883 роки в церкві Покрова Пресвятої Богородиці священиком був Моїсей  Іродіонович  Пясецький. Також були причетник та просвирня. Серед прихожан було 830 чоловіків та 840 жінок, також у селі мешкало 36 євреїв. Таким чином, населення території сільського приходу (разом із Гутою) налічувало 1706 осіб. У церковно-приходській школі навчалися 15 хлопців. Дерев'яний храм був у поганому стані, а церква мала близько 38 десятин землі.
Клірові відомості, метричні книги, сповідні розписи церкви Покрова Пресвятої Богородиці с. Дмитренки (приписні прис. с.* Гута Дмитринська) Богуславського, з 1846 р. Канівського пов. Київської губ. зберігаються в ЦДІАК України. http://cdiak.archives.gov.ua/baza_geog_pok/church/dmyt_002.xml [Архівовано 25 червня 2019 у Wayback Machine.]
1890 року в селі було збудовано першу шкільну хатину, де дітей став навчати вчитель, а до цього селян навчав дяк.
За даними перепису 1897 року у Дмитренках мешкала 1241 особа (595 чоловіків та 646 жінок, православних — 1215).
1909 року було збудовано 3-класну школу, яку відвідували 35-40 учнів.
Під час організованого радянською владою Голодомору 1932—1933 років померло щонайменше 519 жителів села, село потрапило на «чорну дошку».
Протягом Німецько-радянської війни боїв у селі не було. В 1944 році в приміщенні Дмитренківської школи був шпиталь для поранених бійців Корсунь-Шевченківської битви. 29 померлих від ран солдат похоронено у братській могилі в центрі села. Також у центрі села є меморіал Слави, де увічнено імена 203 жителів сіл Дмитренки, Гута, Коряківка, які загинули на фронтах війни.
Кінець 1980-х — початок 1990-х років минулого століття став періодом активного розвитку села. Побудовано 10 житлових будинків із господарськими будівлями та 4 2-поверхові 8-квартирні будинки для спеціалістів та колгоспників. Побудовано дороги з твердим покриттям, гаражі, комори, тік, контору, ряд об'єктів соціальної інфраструктури села, проведено водопровід, газифіковано село. Більше 200 чоловік працездатного населення працювали в полях та на тваринницьких фермах колгоспу, працював колгоспний дитячий садок.